# National Invitation Tournament 1948
El National Invitation Tournament 1948 fue la undécima edición del National Invitation Tournament. La disputaron ocho equipos, celebrándose la competición en el Madison Square Garden de Nueva York. El ganador fue la Universidad de San Luis, que lograba su primer título en esta competición.

## Equipos
| Bradley       |
| Duquesne      |
| Kentucky      |
| Long Island   |
| NC State      |
| St. John's    |
| Utah          |
| West Virginia |

## Fase final
Cuadro final de resultados.
|  | Cuartos de final       | Cuartos de final       | Cuartos de final |             |                        | Semifinales            | Semifinales | Semifinales |                  |                        | Final                  | Final                  | Final |  |
|  |                        |                        |                  |             |                        |                        |             |             |                  |                        |                        |                        |       |  |
|  |                        |                        |                  |             |                        |                        |             |             |                  |                        |                        |                        |       |  |
|  | Western Kentucky State | Western Kentucky State | 68               |             |                        |                        |             |             |                  |                        |                        |                        |       |  |
|  | Western Kentucky State | Western Kentucky State | 68               |             |                        |                        |             |             |                  |                        |                        |                        |       |  |
|  | La Salle               | La Salle               | 61               |             |                        |                        |             |             |                  |                        |                        |                        |       |  |
|  | La Salle               | La Salle               | 61               |             | Western Kentucky State | Western Kentucky State | 53          |             |                  |                        |                        |                        |       |  |
|  |                        |                        |                  |             | Western Kentucky State | Western Kentucky State | 53          |             |                  |                        |                        |                        |       |  |
|  |                        |                        | Saint Louis      | Saint Louis | 60                     |                        |             |             |                  |                        |                        |                        |       |  |
|  | Saint Louis            | Saint Louis            | Saint Louis      | Saint Louis | 60                     | 69                     |             |             |                  |                        |                        |                        |       |  |
|  | Saint Louis            | Saint Louis            |                  |             |                        |                        |             |             |                  |                        |                        |                        |       |  |
|  | Bowling Green          | Bowling Green          | 53               |             |                        |                        |             |             |                  |                        |                        |                        |       |  |
|  | Bowling Green          | Bowling Green          | 53               |             |                        |                        |             |             |                  | Saint Louis            | Saint Louis            | 65                     |       |  |
|  |                        |                        |                  |             |                        |                        |             |             |                  | Saint Louis            | Saint Louis            | 65                     |       |  |
|  |                        |                        | NYU              | NYU         | 52                     |                        |             |             |                  |                        |                        |                        |       |  |
|  | NYU                    | NYU                    | NYU              | NYU         | 52                     | 45                     |             |             |                  |                        |                        |                        |       |  |
|  | NYU                    | NYU                    |                  |             |                        |                        |             |             |                  |                        |                        |                        |       |  |
|  | Texas                  | Texas                  | 43               |             |                        |                        |             |             |                  |                        |                        |                        |       |  |
|  | Texas                  | Texas                  | 43               |             | NYU                    | NYU                    | 72          |             |                  | Tercer y cuarto puesto | Tercer y cuarto puesto | Tercer y cuarto puesto |       |  |
|  |                        |                        |                  |             | NYU                    | NYU                    | 72          |             |                  | Tercer y cuarto puesto | Tercer y cuarto puesto | Tercer y cuarto puesto |       |  |
|  |                        |                        | DePaul           | DePaul      | 59                     |                        |             |             |                  |                        |                        |                        |       |  |
|  | DePaul                 | DePaul                 | DePaul           | DePaul      | 59                     | 75                     |             |             | Western Kentucky | Western Kentucky       | 61                     |                        |       |  |
|  | DePaul                 | DePaul                 |                  |             |                        |                        |             |             | Western Kentucky | Western Kentucky       | 61                     |                        |       |  |
|  | NC State               | NC State               | 64               |             |                        |                        |             |             |                  |                        | DePaul                 | DePaul                 | 59    |  |
|  | NC State               | NC State               | 64               |             |                        |                        |             |             |                  |                        | DePaul                 | DePaul                 | 59    |  |
|  |                        |                        |                  |             |                        |                        |             |             |                  |                        |                        |                        |       |  |

| Campeón del NIT 1948              |
| --------------------------------- |
| Saint Louis Billikens 1.er título |